# 蔡錦青
蔡錦青，字芥舟，清朝官員，監生出身，惠州府歸善縣（今惠州市惠東縣）人。
生於嘉慶十八年（1813年），道光年間初任江西都昌縣知縣，歷任江西吳城鎮分防知府，同治二年（1863年）署江西廣饒九南兵備道，理九江關稅務，署理糧儲道。同治十二年（1873年）升癸酉科雲南文武提調管，加布政使銜，賞穿黃馬褂、賞戴花翎，封奇車伯巴圖魯，誥授資政大夫（正二品）。
現惠州市惠東縣大嶺鎮大夫第村仍保存蔡錦青的資政大夫第（為縣保護文物）。